# Не гордись
«Не гордись» (азерб. Öyünmə), или «Сене де галмаз» (азерб. Sənə də qalmaz) — песня, написанная азербайджанским композитором Тофиком Кулиевым на слова поэта Расула Рзы.

## История песни
Песня была написана Кулиевым в период с конца 1940-х по 1960-е годы. В ней отмечается сплав ритмов танго-джаза с типично азербайджанскими ладовыми оборотами и орнаментом.
Впервые песня была исполнена Рашидом Бейбутовым, который позднее исполнил её также на русском языке, а во время гастролей в Иране — на персидском.
Впоследствии песню исполнили Мобил Ахмедов, Рауф Атакишиев и Шовкет Алекперова. В 1965 году её исполнил Лютфияр Иманов, а в 1977 — Гюльага Мамедов, а в 1980-х — Мирза Бабаев. В 1971 году песня была исполнена квартетом Вагифа Мустафазаде. В 1992 году в Ялте песню исполнил Фаик Агаев.
В 2006 году песня была вошла в альбом Gönül Yarası турецкого певцом Рафета эл Романа. В октябре 2011 года она была исполнена в Анкаре иранским певцом азербайджанского происхождения Сами Юсуфом.
15 сентября 2007 года на «Первом канале» в телешоу «Ледниковый период» мелодия песни была использована в танце Александры Савельевой и Сергея Сахновского под названием «Армянский танец».
В связи с этим посол Азербайджана в РФ Полад Бюльбюль выразил своё недоумение главному тренеру проекта Александру Жулину. Посольство потребовало от телеканала официального извинения. Александр Жулин выразил сожаление по поводу случившегося, назвав это досадным недоразумением.

## Оценки
В издании «История музыки народов СССР» песня «Не гордись» была названа одним из лучших образцов лирической песни Тофика Кулиева.
Муслим Магомаев перед исполнением песни сказал:
Из многочисленного количества песен, которые он написал, прекрасных песен, популярных песен по всей стране, по всему Советскому Союзу, если бы он написал всего две-три песни, этого было бы достаточно, для того чтобы называть его большим маститым прекрасным песенником. Это — наш дорогой Тофик Кулиев.
Отмечая популярность песен Кулиева в 1950-е годы, Л. Абдуллаева из газеты «Азербайджанские Известия» отнесла песню к числу шедевров композитора.

## Текст
| Текст (азерб.) | Перевод В. Кафарова |
| --- | --- |
| Könlüm sənin əsirin Qəlbim sənindir, yar, Qəlbim sənindir, İnsaf eylə xoş sözlə — Məni gəl dindir, yar, Məni gəl dindir! Söylə nədir bu ədalar, Bu işvə, bu naz. Gedər bir gün bu gözəllik, Sənə də qalmaz. Yalqızam, yalqız! Gəl məni möhnətə, oda Salma vəfasız. Söylə nədir bu ədalar, Bu işvə, bu naz. Gedər bir gün bu gözəllik, Sənə də qalmaz. Dağlar başı dumandır, Yenə dumandır yar! Yenə dumandır. Ayrılığın ölümdən, Mənə yamandır yar! Mənə yamandır. Söylə nədir bu ədalar, Bu işvə, bu naz. Gedər bir gün bu gözəllik, Sənə də qalmaz. Yalqızam, yalqız! Gəl məni möhnətə, oda Salma vəfasız. Söylə nədir bu ədalar, Bu işvə, bu naz. Gedər bir gün bu gözəllik, Sənə də qalmaz. | За тобой повсюду вслед Обойду весь свет, яр*, Обойду весь свет, Чтоб услышать твой ответ — Любишь ты или нет, яр, Любишь ты иль нет! Не лукавь же ты со мною, Будь хоть миг нежна. Не гордись ты красотою, Знай, уйдет она. Как я одинок! Как я жду, любя! Неужели вместо сердца Камень у тебя? Не лукавь же ты со мною, Будь хоть миг нежна. Не гордись ты красотою, Знай — уйдет она. На вершинах гор туман, Глянь туман какой, яр! Глякь туман какой. Мне страшней смертельных ран, Боль разлук с тобой, яр! Боль разлук с тобой. Не лукавь же ты со мною, Будь хоть миг нежна. Не гордись ты красотою, Знай, уйдет она. Как я одинок! Как я жду, любя! Неужели вместо сердца Камень у тебя? Не лукавь же ты со мною, Будь хоть миг нежна. Не гордись ты красотою, Знай — уйдет она. |

*яр — любимая/любимый.